# Patricia Mendoza
Patricia Mendoza (17 de marzo de 1948-Ciudad de México, 7 de abril de 2020) fue una fotógrafa e historiadora de arte mexicana. 

## Biografía
Se licenció en Historia del arte en la Universidad Iberoamericana y se especializó en la fotografía con el profesor Lázaro Blanco Fuentes. Fue así mismo coordinadora del Foro de Arte Contemporáneo y en 1982 organizó el Segundo Coloquio Latinoamericano de Fotografía. Impulsó diferentes proyectos en el Consejo Nacional para la Cultura y las Artes (Conaculta) como Fotoseptiembre en los años 1993 y 1999, Fotoseptiembre Latinoamericano 1996 o Fotoseptiembre Internacional en 1998. Fundó el Centro de la Imagen, del que fue directora entre 1994 y 2001 y fundó el Consejo Mexicano de Fotografía. Además fue reconocida por promover el arte de la fotografía en su país natal.
Falleció el 7 de abril de 2020 a 72 años, en Ciudad de México.